# Цихисджвари
Цихисджвари (груз. ციხისჯვარი) — деревня в Боржомском муниципалитете Грузии. Расположена на берегу реки Боржомула, на высоте 1640 м, 41 км от города Боржоми. По данным переписи 2014 года население села составляло 406 человек. Цихисджвари является курортом.
История села Цихисджвари … переписана из рукописи Онуфрия Яковлевича Севастова.
До 1832 г. Цихисджвари заселяли грузины и осетины. Русское правительство проводило политику русификации Грузии и с этой целью выселило из Цихисджвари всех жителей — грузин в Имерети, осетин в Цхинвали. В Цихисджвари насильно были переселены из Полтавской области с Украины 5000 душ (1832). Украинцы ехали на арбах, шли по Военно-Грузинской дороге и добрались до Боржоми в ноябре того же года, ровно через 6 месяцев. Переселенцев направили также в Бакуриани, Тори, Цагвери и Садгери. Новые переселенцы выстроили свои дома по-украински — (хаты, побелили их внутри и снаружи и покрыли соломой. Новые переселенцы жили в трудных условиях, хлеб не родился, подвоза не было из-за бездорожья. Так они прожили до 1855 года, этот год был очень дождливый, два месяца беспрерывно лил дождь. И хаты стали течь и от этих дождей и плохого питания случилась эпидемия тифа. Целые семьи вымерли, хоронить их было некому. Оставшиеся в живых бросили свои дома и уехали обратно в Полтаву, в Цихисджвари остались только две семьи — Мануф и Науменко, у них было много пчел и ради них они остались.
По Парижскому мирному трактату (от 18.03.1856 года) Великие державы взяли на себя покровительство турецких христиан и дали им возможность переселится в Россию и в другие христианские страны. Русские войска по этому трактату отошли на старые границы. При отходе христианское население со своими семьями вслед за войсками двинулись в сторону России. У русско-турецкой границы турки грабили греков-беженцев.
Голые и голодные беженцы-греки с их семьями стали нищими, просили подаяния и постепенно двигались в сторону города Ахалкалаки. В 1857 году зимовали в селе Баралети. Весною 1858 г. они двинулись в сторону Картли. Вместе были гаряхти — Папалазаров Иван, Онуфрий Онуфриади и Папалаврентиев. Когда они поднялись на вершину горы Цхра-Цхаро, увидели у подножия горы село, они обрадовались и решили пойти в это село ночевать, просить подаяния и двигаться дальше, не зная названия села. Спустившись в село, теперешнее Цихисджвари, прошлись по нему, и на удивление оказалось что все дома пустые, без жильцов. В тот момент услышали лай собак на краю села, пошли в ту сторону и увидели седого — бородатого старика, оставшегося в селе Украинца Мануфа. Он спросил, кто они такие, но не зная Русского языка они Крестились и этим дали знать что они Христиане. Старик Мануф обрадовался что увидел Христиан, накормил их и сказал чтобы они заселились в этих пустых домах. Несчастные беженцы с радостью приняли это предложение, и первые три семьи заселились в этих домах. Все эти дома находились по левой стороне реки Боржомки, вокруг Крепости. Крепость эта тогда имела два холма, и на одном холме был Каленый крест, высотою в два метра. От этого и получило свое название село. Цихисджвари означает Крепость с Крестом. По правой стороне реки был дремучий лес и ни одного дома. На месте где стоит дом Грамматопуло Леонтия было болото от куда выходила минеральная серная вода. Туда, по рассказам отца, ежедневно спускались на водопой серны и олени, и пили воду. Они же, никогда не видев таких животных, от боязни прятались. В сторону где ныне кладбище, выше них где расположены дома Грамматопуло Леонтия Иеремиевича, Иванова Павла, Севастова Матвея и Севастова Ираклия было кладбище бывших жильцов Украинцев, целый лес деревянных Крестов, более тысячи. Это и доказывает слова Пащенко Константина, что от тифа умерло более 2/3 населения, что и заставило оставшихся в живых бросить свои дома и вернуться на Украину. Новые жильцы дали знать своим соседям — беженцам, которые брели по разным селам Грузии чтобы они переселились в Цихисджвари и таким образом образовались 12 (минимум) хозяйств из новых жильцов, а именно:
•1) Папалазариди Иван Севастиевич — 9 душ
•2) Онуфриади Онуфрий — 10 душ
•3) Папалаврентиади Феодор 8 душ
•4) Николаев Панает
•5) Зандов Илия
•6) Папаспиридонов Священник
•7) Карасаввов
•8) Багатуров (Пахатуриади) Константин Иванович
•9) Багатуров (Пахатуриади) Николай Иванович
•10) Багатуров (Пахатуриади) Иван (Янго) Иванович
•11) Грамматопуло
•12) Фомаиди Фома
До 1861 года о них никто не знал, так как Боржоми тогда не было, а ближайшее начальство находилось в г. Гори, и они никогда не прохаживались по этим пустынным местам. В 1861 г. была всеобщая перепись населения Российской империи. Комиссия тогда приехала в Цихисджвари и увидев этих новых жильцов спросила их и узнала что они хотят принять Русское подданство..Тогда записали их, но исковеркали их фамилии. Когда спросили имя моего дедушки, он ответил Яне — записали Иван, фамилию, он ответил Севастиан (думая что спрашивают «чей сын?» — комиссия записала Севастов. Так было и с другими. Всем дали Русские фамилии — от имени отцов. Старые старожилы, Мануф и Наумченко, прожили с греками 5-6 лет и после переселились в Абастумани.
Через 2 года, а именно в 1860 году, эти новые переселенцы, нищие, задумались и об образовании своих детей, наняли одного беженца, выстроили хату и стали учить грамоте своих детей. Первые 5-6 лет новые переселенцы не имели никакого хозяйства, ни скота, а только ходили по селам Горийского уезда и просили подаяния и этим существовали. Затем они приобрели скот, стали заниматься заготовкой лесоматериалов и доставляли его в Боржоми, где тогда начал строиться город. Узнав о существовании села Цихисджвари, новые беженцы начали переселяться в село. В 1872 году их стало 32 хозяйства. В том же году приступили к строительству фундамента Церкви, а так же и школы, которая в настоящее время находится под клубом. Более 40 лет крестьяне на свои средства нанимали учителей и содержали школу и учили до 3-х классов. Вели уроки два учителя на греческом языке и только в 1896 году российское правительство назначило одного учителя за счет правительства и ввело русский язык.
Онуфрий Яковлевич Севастов…. Примечание: «мною записано со слов моего отца Якова и дяди Мурата (очевидцев)…».
В деревне сохранилась историческая деревянная застройка, имеющая необычную для Грузии архитектуру.